# Ingrid M. Pawlowski
Ingrid Matthies-Pawlowski, geborene Matthies (geboren 19. Mai 1940 in Hannover; gestorben 18. Februar 2010 in Bordenau), war eine deutsche Künstlerin (Malerei, Grafik, Skulptur).

## Leben
Ingrid Pawlowski, aufgewachsen in Hannover, studierte 1967 bis 1970 als Schülerin von Erich Wegner Malerei und Grafik an der Kunstgewerbeschule Hannover. Während eines Studienaufenthalts 1985 bis 1986 auf Sizilien arbeitete sie zu dem Thema Sandmasken.
Nach ihrer Eheschließung 1966 mit dem Ingenieur und Designer Jacek R. Pawlowski verlegte Ingrid M. Pawlowski ihr gemeinsames Wirkungszentrum nach Bordenau.
In dieser kongenialen Arbeitsgemeinschaft konnte sie sich in ihrer künstlerischen Entwicklung frei entfalten und sich ganz ihrem Schaffen widmen, da ihr Mann für die wirtschaftlich nötigen Rahmenbedingungen sorgte. So kam es Ingrid Pawlowski mehr darauf an, ein Werk zu erarbeiten und zu vollenden, als sich von kommerziellem Erfolg leiten zu lassen. Sie lebte nach ihrem Leitgedanken „Kunst ist mein Leben, ich kann nicht mehr zurück, aber noch nach vorn.“
Neben der Malerei, Grafik und Wand- und Raumgestaltung nahmen Entwicklungen in die Bereiche der Skulptur, Objekterarbeitungen und Fotografie breiten Raum ein. Zeitweilig lehrte sie an einer öffentlichen Schule. Als Initiatorin war Ingrid M. Pawlowski 1984 maßgeblich an der Gründung des Kunstvereins Neustadt am Rübenberge beteiligt.
Der Verbleib vieler Werke der Künstlerin ist ungeklärt, da sie einer entsprechenden Buchführung keine Bedeutung beimaß. Der von ihrem Mann verwaltete Nachlass in ihrem Atelier besteht aus ca. 400 Arbeiten unterschiedlicher Art, deren Archivierung noch nicht abgeschlossen ist.

## Arbeiten im öffentlichen Raum (auch Bühne) (Auswahl)
- 1973: Wand- und Raumgestaltung Leinepark Neustadt
- 1974: Wandgestaltung Hannoversche Stromversorgung
- 1975: „Wer hat Angst vor Virginia Woolf“ Kammerspiele Hannover (Bühnenbildnis)
- 1976: Schule an der Aue, Wunstorf – Wandgestaltung Pausenhalle
- 1979: Wandgestaltung mit grosser Pausenkatze – Schule Stockhausenstrasse Neustadt
- 1981: Wand- und Raumgestaltung – Stadtwerke Neustadt
- 1985: Wandgestaltung Volksbank Obernkirchen
- 1993: „Frau ohne Schatten“ Staatsoper Hannover
- Bühnenbildbegleitung Prof. Lehmann (Intendant Staatsoper)
- 2001: „Schutzengel“ mit kugelsicherer Weste – Kriminalmuseum Hannover

## Ausstellungen

### Einzelausstellungen (Auswahl)
- 1971: Künstlerhaus Hannover
- 1972: Galerie Bernheim, Paris
- 1980: „Neue Sinnlichkeit“ Galerie am Ballhof Hannover
- 1991: Erster Förderpreis bildende Kunst – Stiftung Bordenau
- 1992: Schloss Landestrost „Eine Liebeserklärung an die Farbe“
- 2000: „Das Buch Ruth“ Installation mit Objekten und Getreide in der Liebfrauenkirche Neustadt

### Beteiligungen an Ausstellungen (Auswahl)
- 1972: Musée de Gobelins, Paris
- 1973: Wanderausstellung mit französischen Künstlern; Calais, Le Touquet, Paris
- 1974: Herbstausstellung Kunstverein Hannover
- Historisches Museum Hannover, „Wirtschaft in der Kunst“
- 1976: Sala de Bellas Artes, Madrid (Medaille der Stadt Madrid)
- 1978: Palais Palffy Wien
- 1979: Palazzo delle Esposizioni, Rom
- 1980: Hannoversche Künstler in Polen
- 1985: Mostra di Pittura Centro Arte, Venedig
- 1987: Ministerium für Wirtschaft Messe Hannover – Installation mit Fetting, Neuenhausen, Lixfeld, Tim Ullrichs und Sartorius
- 1989: Mairie de IVe arrondissement Paris, Exposition Européenne peinture/sculpture
- 1993: „Mensch, Maske, Bühne“ – Staatsoper Hannover
- 1995: „Malerei – Porzellan kontrovers“, Museum Schloss Fürstenberg
- 2000: „Kunst vor Ort“, Kunstverein Neustadt mit Installation, „Schutzengel in kugelsicherer Weste“ jetzt Kriminalmuseum Hannover, Arche Noah; Kunstverein Neustadt und Institut für Tierverhalten, „Miniaturen“, Städt. Galerie Hannover
- 2004: Wintergärten III Hannover, „Garten der Lüste“ mit Installation
- „Auf der Suche nach Rosa Blume“ (Außenraum)
- 2006: „Traumbilder“, Kunstverein Neustadt im Schloss Landestrost
- 2009: „Wintergärten IV“, Hannover-Gunterstrasse mit Installation „Pflanzen“

## Arbeiten in öffentlichen Sammlungen u. a.
- Ministerium für Wissenschaft und Kunst Hannover
- Sammlung des Landkreises Hannover
- Kulturamt Hannover
- Kunstverein Neustadt
- Stadtsparkasse Hannover
- Stadtwerke Hannover
- Stiftung Bordenau
- Hannoversche Stromversorgung
- Museum Schloss Fürstenberg
- Forum Kultur Neustadt
- Kriminalmuseum Hannover

## Ehrungen
- 1991: Erster Förderpreis bildende Kunst – Stiftung Bordenau
- 2004: Auszeichnung der Bundesrepublik Deutschland für künstlerische Arbeit in der Öffentlichkeit (Bundesverdienstkreuz)